# Phymatolithon notatum
Phymatolithon notatum (Foslie) Adey, 1970  é o nome botânico  de uma espécie de algas vermelhas  pluricelulares do gênero Phymatolithon, subfamília Melobesioideae.
- São algas marinhas encontradas no Japão e na Índia.

## Sinonímia
= Lithothamnion notatum     Foslie, 1906